# Videlles
Videlles là một xã ở tỉnh Essonne trong vùng Île-de-France nước Pháp
Theo điều tra dân số năm 1999, dân số xã này là 560.
Danh xưng cư dân địa phương Videlles trong tiếng Pháp là Videlliers.